# Natsuko Kahara
Natsuko Kahara (賀原夏子, Kahara Natsuko) née le 3 janvier 1921 et morte le 20 février 1991, est une actrice japonaise.

## Biographie
Natsuko Kahara a tourné dans plus de 60 films entre 1946 et 1985.

## Filmographie sélective
- 1946 : Le Matin de la famille Osone (大曾根家の朝, Ōsone-ke no ashita?) de Keisuke Kinoshita : Sachiko Ōsone
- 1947 : Sanbon yubi no otoko (三本指の男?) de Sadatsugu Matsuda
- 1949 : Le Tambour brisé (破れ太鼓, Yabure-daiko?) de Keisuke Kinoshita : Ume
- 1953 : Eaux troubles (にごりえ, Nigorie?) de Tadashi Imai : Shinosuke
- 1955 : Histoire de Jiro (次郎物語, Jirō monogatari?) de Hiroshi Shimizu
- 1956 : Au gré du courant (流れる, Nagareru?) de Mikio Naruse : Otoyo, sœur d'Otsuta
- 1957 : Une femme indomptable (あらくれ, Arakure?) de Mikio Naruse
- 1957 : La Rivière noire (黒い河, Kuroi Kawa?) de Masaki Kobayashi
- 1957 : Le Quartier des fous (気違い部落, Kichigai buraku?) de Minoru Shibuya
- 1958 : Anzukko (杏っ子, Anzukko?)  de Mikio Naruse : Enko Murai
- 1958 : Une femme d'Osaka (大阪の女, Ōsaka no onna?) de Teinosuke Kinugasa : Otami
- 1958 : Nuages d'été (鰯雲, Iwashigumo?) de Mikio Naruse : Yasue
- 1959 : Pèlerinage nocturne (暗夜行路, Anyakōro?) de Shirō Toyoda : Osen
- 1959 : Mon deuxième frère (にあんちゃん, Nianchan?) de Shōhei Imamura
- 1959 : Herbes flottantes (浮草, Ukikusa?) de Yasujirō Ozu : Yae
- 1960 : Quand une femme monte l'escalier (女が階段を上る時, Onna ga kaidan wo agaru toki?) de Mikio Naruse
- 1960 : À l'approche de l'automne (秋立ちぬ, Aki tachinu?) de Mikio Naruse : Tsunekichi Yamada
- 1960 : Histoire singulière à l'est du fleuve (濹東綺譚, Bokutō kitan?) de Shirō Toyoda : Otane, la femme de Yoshizo
- 1960 : Les salauds dorment en paix (悪い奴ほどよく眠る, Warui yatsu hodo yoku nemuru?) d'Akira Kurosawa : Mme Furuya
- 1960 : À l'approche de l'automne (秋立ちぬ, Aki tachinu?) de Mikio Naruse : Sakae Yamada, la femme de Tsunekichi
- 1961 : Minami no kaze to nami (南の風と波?) de Shinobu Hashimoto : Tatsu Inoue
- 1961 : Comme épouse et comme femme (妻として女として, Tsuma to shite onna to shite?) de Mikio Naruse : Jochu, Mine
- 1961 : Okoto et Sasuke (お琴と佐助, Okoto to Sasuke?) de Teinosuke Kinugasa : Oshige
- 1962 : Chronique de mon vagabondage (放浪記, Hōrōki?) de Mikio Naruse
- 1963 : L'Histoire de la femme (女の歴史, Onna no rekishi?) de Mikio Naruse : Kimiko, la mère de Koichi
- 1966 : Délit de fuite (ひき逃げ, Hikinige?) de Mikio Naruse : Fumie
- 1966 : Akogare (あこがれ?) de Hideo Onchi
- 1967 : La Danseuse d'Izu (伊豆の踊子, Izu no odoriko?) de Hideo Onchi
- 1967 : Zoku izuko e (続・何処へ?) de Shirō Moritani
- 1969 : Futari no koibito (二人の恋人?) de Shirō Moritani : Kiyo
- 1969 : Puni par le ciel (人斬り, Hitokiri?) de Hideo Gosha : Otaki
- 1976 : La Berceuse de la grande terre (大地の子守唄, Daichi no komoriuta?) de Yasuzō Masumura : la grand-mère de Rin
- 1976 : Frère ainé, sœur cadette (あにいもうと, Ani imōto?) de Tadashi Imai : Riki
- 1982 : Yūkai hōdō (誘拐報道?) de Shun'ya Itō : la mère de Kazuo

## Récompenses et distinctions
- 1985 : Médaille au ruban pourpre